# Mace Windu
Mace Windu är en fiktiv rollfigur i Star Wars-filmerna, och en av de tolv jedier som satt i jedirådet under Republiken.

## Kortfattad biografi
Mace Windu föddes på planeten Haruun Kal, han var av stammen Ghôsh Windu. Efter sina föräldrars död blev han omhändertagen av "Jediorden", han var enbart 6 månader gammal när han kom till Jedi-akademin och blev, som alla nykomlingar till Jediorden, lärd av stormästaren Yoda.
När han var 14 år gammal var han en av de bästa i klassen vilket oroade Jedi-rådet. Trots sin begåvning kunde han inte slutgöra sin ljussabel, men han envisades om att få en extra svår uppgift vilket accepterades. Han blev skickad till planeten Hurikane där han fick sin lila kristall som är klassad som en "specialkristall".
Mace Windu förekommer i Episod I, II och III, och ger intryck av att vara en av de mäktigaste jediriddarna genom tiderna, underlägsen endast Yoda själv. Redan när Qui-Gon Jinn och Obi-Wan Kenobi presenterar Anakin Skywalker för Jedirådet i Episod I visar han en stor misstänksamhet mot honom, och vill inte låta honom bli tränad som jediriddare. Likaså är han en av dem som visar misstänksamhet mot senator Palpatine.

### De sista åren
I Episod III besannas hans misstankar angående Palpatine, då Anakin kommer och berättar att Palpatine i själva verket är den onde sithlorden Darth Sidious. Windu samlar genast ihop tre jedimästare, Kit Fisto, Agen Kolar och Saesee Tin och beger sig till senatbyggnaden för att gripa Palpatine död eller levande. Denna gör givetvis motstånd. Fisto, Koolar och Tin dukar snart under, men efter en lång strid lyckas Windu avväpna Palpatine. När Windu ska ge honom dödsstöten uppstår en diskussion mellan honom och Anakin, som kommit dit, om huruvida det verkligen är rätt att döda honom. Anakin är offer för motstridiga känslor, och det slutar med att han hugger av Windus arm för att hindra honom från att döda Sidious. Det är precis den öppning som Darth Sidious behöver, och med hjälp av kraftiga sithblixtar slungar han Windu ut genom fönstret, varefter Windu faller hundratals meter och krossas mot Coruscants gator.
Mace Windus död inträffar 19 år före striden om Yavin 4 (19 BBY).

## Övrigt
Mace Windus ljussabelklinga är lila. Planeten kristallen härstammar ifrån utplånades av en mäktig sith några år innan de Mandaloriska krigen. Han är en av två som bemästrar ljussabel-formen Vaapad. I en konversation med Obi-wan Kenobi beskrev han varför han skapade Vaapad: Jag skapade Vaapad som svar på min svaghet: den formar mitt eget mörker till ett vapen för den ljusa sidan